# Корпоративна група
Корпоративна група (или „група от компании“) е сбор от основната и нейните дъщерни корпорации, които функционират като единно икономическо цяло с общ източник на контрол и управление.
Концепцията на групата е често използвана в данъчното законодателство, счетоводството и (по-рядко) законодателството, отнасящо се до компании, за да припише тези права и задължения на всеки член на групата в съотношение с другите и цялото. Ако корпорациите са ангажирани в напълно различни видове бизнес, групата се нарича конгломерат.
В Германия, където е развито доста софистицирано законодателство за „концерните“, правото, отнасящо се до корпоративните групи, е фундаментална част на тяхното корпоративно законодателство. Много други европейски законодателства имат подобен подход, докато в страните от Британската общност на нациите и в САЩ се придържат към формалната доктрина, която отказва „да преминава през корпоративната завеса“: корпорациите са третирани извън данъчното законодателство и счетоводството като напълно отделни правни субекти.
|  | Тази страница частично или изцяло представлява превод на страницата Corporate group в Уикипедия на английски. Оригиналният текст, както и този превод, са защитени от Лиценза „Криейтив Комънс – Признание – Споделяне на споделеното“, а за съдържание, създадено преди юни 2009 година – от Лиценза за свободна документация на ГНУ. Прегледайте историята на редакциите на оригиналната страница, както и на преводната страница, за да видите списъка на съавторите. ВАЖНО: Този шаблон се отнася единствено до авторските права върху съдържанието на статията. Добавянето му не отменя изискването да се посочват конкретни източници на твърденията, които да бъдат благонадеждни. |